# 米提提

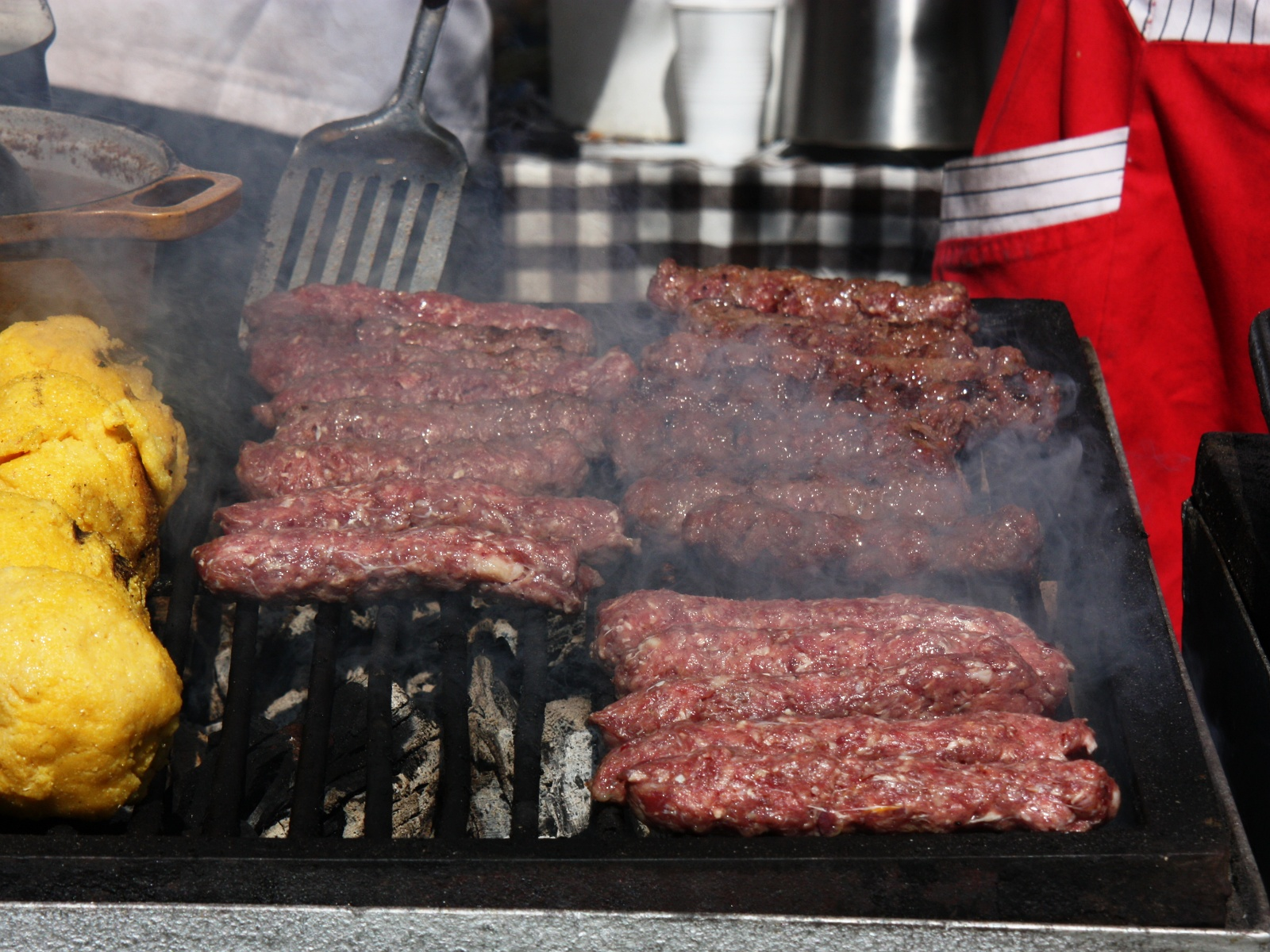

米提提（羅馬尼亞語：Mititei）是羅馬尼亞的一種傳統菜餚。米提提是一種肉腸，以羊肉或豬肉為原料，並加入大蒜、黑胡椒、百里香、香菜、茴香等香料提味，有時也會加入辣椒粉。米提提常和炸薯條、芥末醬及羅馬尼亞式酸菜一起食用。在羅馬尼亞人們經常在喝啤酒時吃米提提。